# Thysanota
Thysanota is een geslacht van weekdieren uit de klasse van de Gastropoda (slakken).

## Soorten
- Thysanota conula (Blanford, 1865)
- Thysanota grenvillei (Brazier, 1876)